# Jamaica na Universíada de Verão de 2021
A Jamaica participou da Universíada de Verão de 2021, que aconteceu em Chengdu, na China, entre 28 de julho e 8 de agosto de 2023.
Foram três atletas — dois masculinos e um feminino — em uma única modalidade olímpica.

## Competidores
Estas foram as modalidades e atletas que disputaram a edição:
| Esporte   | Masculino | Feminino | Total |
| --------- | --------- | -------- | ----- |
| Atletismo | 2         | 1        | 3     |
| Total     | 2         | 1        | 3     |

## Medalhas

### Medalhistas
Estas foram as medalhistas desta edição:
| Medalha | Esporte   | Atleta          | Prova                           |
| ------- | --------- | --------------- | ------------------------------- |
| Ouro    | Atletismo | Kadrian Goldson | Masculino – 100m                |
| Prata   | Atletismo | Kai Chang       | Masculino – Lançamento de disco |

### Por modalidade
Estas foram as medalhas por modalidade nesta edição:
| Esporte   | Medalha de ouro | Medalha de prata | Medalha de bronze | Total de medalhas |
| --------- | --------------- | ---------------- | ----------------- | ----------------- |
| Atletismo | 1               | 1                | 0                 | 2                 |
| Total     | 1               | 1                | 0                 | 2                 |

## Desempenho

### Atletismo
Masculino
Provas de pista
| Atleta          | Evento | Primeira fase | Primeira fase | Quartas de final | Quartas de final | Semifinal | Semifinal | Final     | Final           | Ref.                    |
| Atleta          | Evento | Resultado     | Pos.          | Resultado        | Pos.             | Resultado | Pos.      | Resultado | Pos.            | Ref.                    |
| --------------- | ------ | ------------- | ------------- | ---------------- | ---------------- | --------- | --------- | --------- | --------------- | ----------------------- |
| Kadrian Goldson | 100m   | 10.48         | 1 Q           | —                | —                | 10.04     | 1 Q       | 10.04     | Medalha de ouro | [ 3 ] [ 4 ] [ 5 ] [ 6 ] |

Provas de campo
| Atleta    | Evento              | Qualificação | Qualificação | Final     | Final            | Ref.        |
| Atleta    | Evento              | Distância    | Pos.         | Distância | Pos.             | Ref.        |
| --------- | ------------------- | ------------ | ------------ | --------- | ---------------- | ----------- |
| Kai Chang | Lançamento de disco | —            | —            | 61.82     | Medalha de prata | [ 7 ] [ 8 ] |

Feminino
Provas de pista
| Atleta                     | Evento | Primeira fase | Primeira fase | Quartas de final | Quartas de final | Semifinal | Semifinal | Final       | Final       | Ref.         |
| Atleta                     | Evento | Resultado     | Pos.          | Resultado        | Pos.             | Resultado | Pos.      | Resultado   | Pos.        | Ref.         |
| -------------------------- | ------ | ------------- | ------------- | ---------------- | ---------------- | --------- | --------- | ----------- | ----------- | ------------ |
| Mickaell Mickaellia Moodie | 100m   | 11.52         | 3 Q           | —                | —                | 11.58     | 4         | Não avançou | Não avançou | [ 9 ] [ 10 ] |

Legenda
| Recorde mundial      | Recorde mundial (World record)               |                       | Recorde africano                      | Recorde africano (African) |                                           | Q | Classificado por posição (Qualified) |
| Recorde olímpico     | Recorde olímpico (Olympic record)            | Recorde da América    | Recorde da América (Americas)         | q                          | Classificado por melhor tempo (Qualified) |   |                                      |
| Melhor marca do ano  | Melhor marca do ano (World leading)          | Recorde asiático      | Recorde asiático (Asian)              | DNS                        | Não largou (Did not start)                |   |                                      |
| Recorde nacional     | Recorde nacional (National record)           | Recorde europeu       | Recorde europeu (European)            | DNF                        | Não terminou (Did not finish)             |   |                                      |
| Recorde pessoal      | Recorde pessoal do atleta (Personal best)    | Recorde da Oceania    | Recorde da Oceania (Oceania)          | DSQ / DQ                   | Desclassificado (Disqualified)            |   |                                      |
| Recorde da temporada | Recorde da temporada do atleta (Season best) | Recorde sul-americano | Recorde sul-americano (South America) | NM                         | Sem marca (No mark)                       |   |                                      |